# Inglés indio

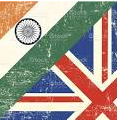
El Hinglish es la mezcla de Hindi con Inglés

Raj Británico

El inglés indio es un grupo de dialectos del idioma inglés que se hablan en la India y en la diáspora hindú. El gobierno de la India utiliza el inglés en sus comunicaciones, junto con el Hindi, tal como está consagrado en la Constitución. El inglés es un idioma oficial de 7 estados y 5 territorios de la Unión y también un idioma oficial adicional de 7 estados y 1 territorio de la Unión. El inglés también es el único idioma oficial del Poder Judicial de la India, a menos que un gobernador estatal o la legislatura ordene el uso de un idioma regional, o el presidente haya dado su aprobación para el uso de idiomas regionales en los tribunales. Actualmente es el segundo dialecto del idioma inglés más hablado del mundo después del Inglés estadounidense.

## Estado
Después de obtener la independencia del Reino Unido en 1947, el inglés siguió siendo un idioma oficial del nuevo dominio de la India y más tarde de la República de la India. Solo unos pocos cientos de miles de indios, o menos del 0,1% de la población total, hablaban inglés como primera lengua, y alrededor del 30% de la población india podía hablar inglés hasta cierto punto. 
Según el censo de 2001 , el 12,18% de los indios sabía inglés en ese momento. De ellos, aproximadamente 200.000 informaron que era su primer idioma, 86 millones informaron que era el segundo y 39 millones informaron que era el tercero. 
Según la Encuesta de Desarrollo Humano de la India de 2005,  de 41 554 encuestados, los hogares informaron que el 72 % de los hombres (29 918) no hablaban inglés, el 28 % de ellos (11 635) hablaban al menos algo de inglés y el 5 % de ellos (2077 , aproximadamente el 17,9 % de los que hablaban al menos algo de inglés) hablaban inglés con fluidez. Entre las mujeres, el 83 % (34 489) no hablaba inglés, el 17 % (7064) hablaba al menos algo de inglés y el 3 % (1246, aproximadamente el 17,6 % de las que hablaban al menos algo de inglés) hablaba inglés con fluidez. Según las estadísticas del Sistema de Información del Distrito para la Educación (DISE) de la Universidad Nacional de Planificación y Administración Educativas del Ministerio de Desarrollo de Recursos Humanos , Gobierno de la India, la inscripción en escuelas de enseñanza media en inglés aumentó un 50 % entre 2008–09 y 2013–14. La cantidad de estudiantes de escuelas de inglés medio en India aumentó de más de 15 millones en 2008-09 a 29 millones en 2013-14. 
Según el censo de 2011, 129 millones (10,6%) de indios hablaban inglés. 259.678 (0,02%) indios hablaban inglés como primera lengua. Llegó a la conclusión de que aproximadamente 83 millones de indios (6,8 %) informaron que el inglés era su segundo idioma y 46 millones (3,8 %) lo informaron como su tercer idioma, lo que convierte al inglés en el segundo idioma más hablado en la India. 
India ocupa el puesto 50 entre 100 países en el Índice de dominio del inglés EF 2021 publicado por EF Education First. El índice otorga al país una puntuación de 496 que indica "nivel bajo". India ocupa el octavo lugar entre los 24 países asiáticos incluidos en el índice. Entre los países asiáticos, Singapur, Filipinas, Malasia, Corea del Sur y China (incluidos Hong Kong y Macao) recibieron puntajes más altos que India.                                                                                                                                                                                                       

## Historia
El idioma inglés estableció un punto de apoyo en la India con la concesión de la Carta de la compañía de las indias orientales por parte de la reina Isabel I en 1600 y el posterior establecimiento de puertos comerciales en ciudades costeras como Surat, Bombay, Madrás, y calcuta
La instrucción pública en inglés comenzó en India en la década de 1830 durante el gobierno de la Compañía Británica de las Indias Orientales (India era entonces, y es hoy, una de las regiones lingüísticamente más diversas del mundo). En 1835, el inglés reemplazó al persa como idioma oficial de la Compañía de las Indias Orientales. Lord Malacuay desempeñó un papel importante en la introducción de conceptos ingleses y occidentales en las instituciones educativas de la India. Apoyó la sustitución del persa por el inglés como idioma oficial, el uso del inglés como medio de instrucción en todas las escuelas y la formación de indios de habla inglesa como maestros. A lo largo de las décadas de 1840 y 1850, se abrieron escuelas primarias, intermedias y secundarias en muchos distritos de la India británica, y la mayoría de las escuelas secundarias ofrecían instrucción en inglés en algunas materias. En 1857, justo antes del fin del gobierno de la Compañía de las Indias Orientales, se establecieron en Bombay, Calcuta y Madrás universidades que se inspiraron en la Universidad de Londres y utilizaron el inglés como medio de instrucción. Durante el raj británico (1858 a 1947), la penetración del idioma inglés aumentó en toda la India. Esto fue impulsado en parte por el aumento gradual de la contratación de indios en los servicios civiles. En el momento de la independencia de la India en 1947, el inglés era la única lengua franca funcional en el país.
Después de la independencia de la India en 1947, el hindi fue declarado el primer idioma oficial y se intentó declarar el hindi como el único idioma nacional de la India. Debido a las protestas de tamil nadu y otros estados que no hablan hindi, se decidió retener temporalmente el inglés con fines oficiales hasta por lo menos 1965. Al final de este período, sin embargo, la oposición de los estados que no hablaban hindi todavía era demasiado fuerte para han declarado el hindi como único idioma. Con esto en mente, el proyecto de ley de enmienda del idioma inglés declaró que el inglés era un idioma asociado "hasta el momento en que todos los estados que no son hindi hayan acordado que se elimine". Esto aún no ha ocurrido, y el inglés todavía se usa ampliamente. Por ejemplo, es el único medio confiable de comunicación diaria entre el gobierno central y los estados no hindúes.
La visión del idioma inglés entre muchos indios ha cambiado con el tiempo. Solía estar asociado principalmente con el colonialismo; ahora se asocia principalmente con el progreso económico, y el inglés sigue siendo un idioma oficial de la India. 
Si bien existe la suposición de que el inglés está fácilmente disponible en la India, los estudios muestran que su uso en realidad está restringido a la élite, debido a la educación inadecuada de gran parte de la población india. El uso de métodos de enseñanza obsoletos y la escasa comprensión del inglés que muestran los autores de muchas guías ponen en desventaja a los estudiantes que confían en estos libros, lo que le da a India solo un dominio moderado del inglés. 
Además, muchas características del inglés indio se importaron a Bután debido al dominio de la educación y los maestros de estilo indio en el país después de que se retirara de su aislamiento en la década de 1960. 

## Hinglish y otros idiomas híbridos
El término Hinglish es un acrónimo de los idiomas inglés e hindi. Esto generalmente se refiere al uso híbrido macarónico de hindi e inglés. A menudo es el idioma preferido cada vez más de la juventud india educada urbana y semiurbana, así como de la diáspora india en el extranjero. La industria cinematográfica hindú más conocida popularmente como Bollywood también incorpora cantidades considerables del hinglish. Muchas plataformas de Internet y comandos de voz en Google también reconocen al hinglish. 
En el sur de la India existen otros híbridos  macarrónicos como Minglish (marati e inglés), Kanglish (canarés e inglés), Tenglish (telugu e inglés) y tamglish (tamil e inglés).

## Fonología
Vocales y consonantes
La pronunciación del inglés indio está influenciada por los idiomas nativos de la India, como el hindi, el bengalí y el tamil. Sin embargo, a pesar de las diferencias regionales, existen algunas similitudes que pueden considerarse características de la fonología del inglés indio.
Las variedades de inglés, como el inglés británico y el estadounidense, difieren en si /r/ se pronuncia en todas partes donde se escribe o solo antes de las vocales (rótico frente a no rótico). El inglés indio estándar tiende a seguir al inglés británico y no es rótico. Sin embargo, hay algunas variantes no estándar del inglés indio que están influenciadas por los idiomas nativos indios.
Énfasis, ritmo y entonación
El acento de las sílabas individuales en el inglés indio a menudo difiere del inglés británico, aunque es difícil hacer declaraciones generales para el inglés indio porque la pronunciación está influenciada de manera diferente por los idiomas indios regionales. Sin embargo, un patrón parece ser que el acento depende del peso de la sílaba: cuanto más fuerte es el acento, más probable es que se acentúe. Una sílaba pesada consta de una vocal larga, una vocal larga con una consonante o una vocal corta con varias consonantes.
Como regla, el inglés indio usa una entonación comparable al inglés británico, por ejemplo, una entonación ascendente se usa para preguntas, mientras que una entonación descendente se usa para declaraciones. Sin embargo, esto puede diferir en algunos contextos sociales: culturalmente, la India es más jerárquica y muy educada con los extraños. Por lo tanto, la entonación descendente, que en realidad está reservada para declaraciones, es utilizada en situaciones jerárquicas por el compañero de conversación superior, del maestro en clase. La entonación ascendente, por otro lado, que en realidad se usa para preguntas, también se usa en declaraciones a extraños.

## Morfología y Sintaxis
La formación de palabras y la estructura de las oraciones en el inglés indio no difieren tanto de las variantes estándar del inglés americano y británico como la pronunciación. Sin embargo, hay algunas peculiaridades que son típicas del inglés indio. En su mayor parte, sin embargo, las desviaciones solo son comunes en variedades no estándar de inglés indio, mientras que el inglés indio estándar hablado por hablantes competentes sigue la estructura de oración estándar británica o estadounidense:
- Especialmente en el inglés indio no estándar, existe una tendencia a omitir objetos de los verbos: OK, I'll take for transport en lugar de OK, I'll take it for transport .
- Las partículas verbales como off se agregan a verbos individuales donde no son comunes en inglés británico: I'll eat it off or I'll write off (en el sentido de I'll finish writing).
- Los hablantes de inglés indio tienden a usar la forma progresiva con más frecuencia que el inglés británico. En variantes no estándar del inglés indio, incluso se usa para verbos que no están permitidos en la forma progresiva:  I am liking it.

## Diccionarios
El diccionario más famoso de inglés indio es el Hobson-Jobson de Yule y Brunell , publicado originalmente en 1886 con una edición ampliada editada por William Crooke en 1903, ampliamente disponible en reimpresión desde la década de 1960.
El diccionario más reciente y completo es Carls A Dictionary of Indian English, con un suplemento sobre patrones de formación de palabras (2017).